# Akamas (Sohn des Theseus)

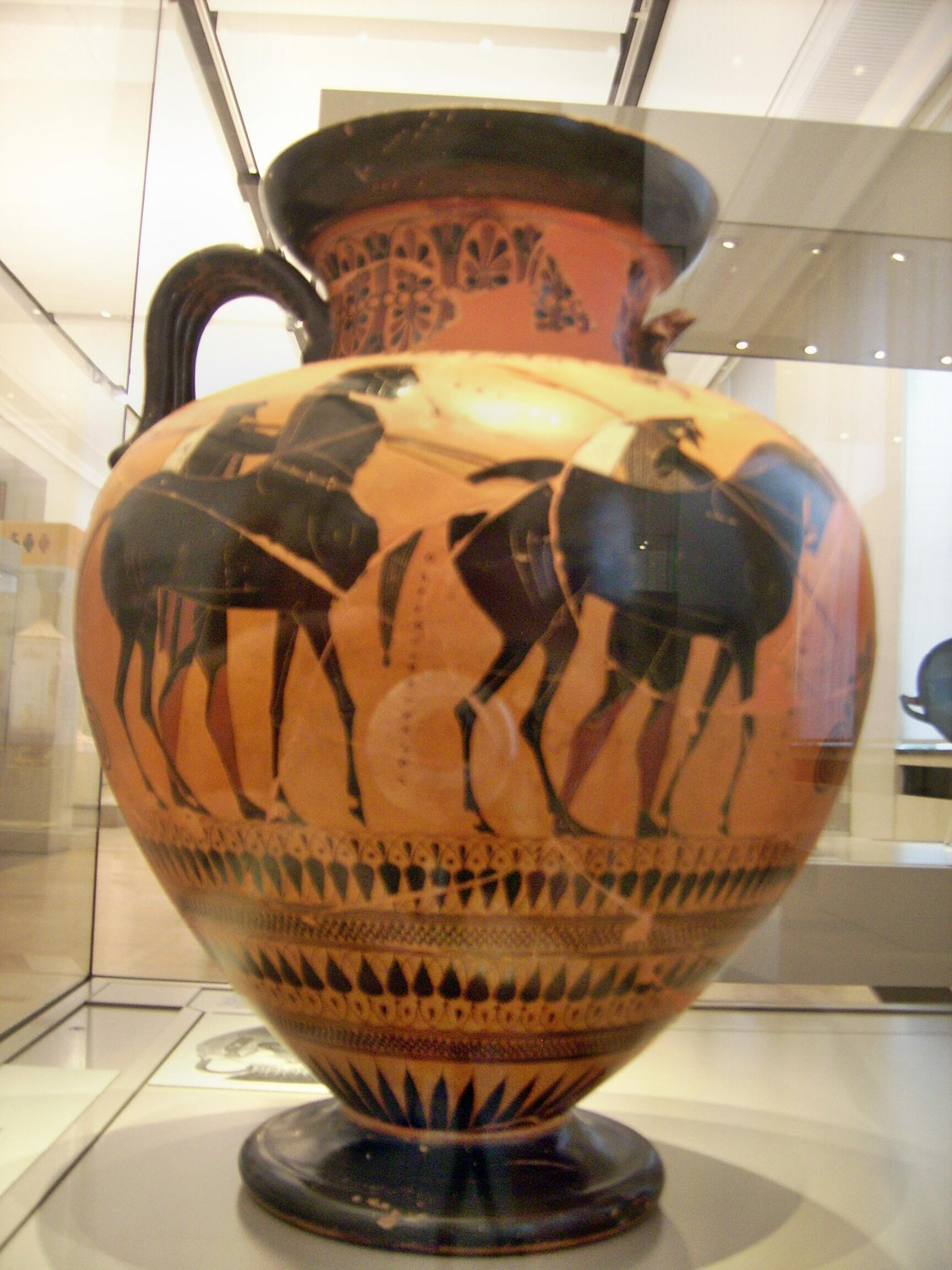
Akamas und Demophon mit ihren Pferden. Attische Halsamphora, Exekias um 540 v. Chr.

Akamas (altgriechisch Ἀκάμας Akámas, deutsch ‚der Unermüdliche‘, lateinisch Akamant) ist eine Figur der griechischen Mythologie.
Akamas ist ein Sohn des Theseus und der Phaidra. Wie sein Bruder Demophon nahm er am Trojanischen Krieg teil. Er war einer der eponymen Phylenheroen Athens.
Mit dem Akamas ist der Mythos um die thrakische Prinzessin Phyllis verbunden.